# دنی اسکریش
دنی اسکریش (انگلیسی: Dani Escriche؛ زادهٔ ۲۴ مارس ۱۹۹۸) بازیکن فوتبال اهل اسپانیا است.
از باشگاه‌هایی که در آن بازی کرده‌است می‌توان به باشگاه فوتبال اوئسکا اشاره کرد.